# سهيلة بن عيشة
سهيلة بن عيشة لاعبة كرة يد جزائرية (مواليد 11 مايو 1988). تلعب في نادي بيار وفي المنتخب الجزائري. مثَّلت الجزائر في بطولة العالم للسيدات 2013 لكرة اليد في صربيا، حيث احتل الفريق الجزائري المركز 22.